# Ángela Sosa
Ángela Sosa Martín (Siviglia, 16 gennaio 1993) è una calciatrice spagnola, centrocampista del Levante.

## Carriera

### Club
Il 5 ottobre 2020 è ritornata nella sua città natale ed ha firmato un contratto fino al 2023 con il Betis, prendendo la maglia numero 22. Dopo tre stagioni consecutive al Betis, nell'estate 2023 si è trasferita al Levante, continuando a giocare nella Primera División.

### Nazionale
Sosa inizia ad essere convocata dalla federazione calcistica della Spagna  (FFF) dal 2008, inserita dal selezionatore Stéphane Pilard nella formazione Under-17 impegnata nelle qualificazioni all'Europeo 2009 di categoria. Debutta nel torneo il 21 ottobre di quell'anno, nella partita valida per la prima fase di qualificazione vinta per 3-0 con le pari età della Croazia. In seguito la squadra riuscirà ad accedere alla fase finale e, dopo aver vinto 2-0 la semifinale con la Norvegia, deve cedere il titolo alla Germania, impostasi nella finale del 25 giugno 2009 con il rotondo risultato di 7-0.
Invitata ai raduni della nazionale maggiore, per il debutto deve aspettare il 2018, chiamata dal commissario tecnico Jorge Vilda in occasione dell'amichevole dell'8 novembre 2018 vinta 3-1 sulle avversarie della Polonia, impiegandola in altri due incontri amichevoli in preparazione del Mondiale di Francia 2019, tuttavia il CT non ritenne di inserirla in rosa per il torneo, decisione all'epoca ampiamente messa in discussione dai giornalisti sportivi.
Dopo Francia 2019 Vilda decide di inserirla nella rosa delle convocate alle qualificazioni al campionato europeo di Inghilterra 2022, dove la Spagna è inserita nel gruppo D della fase a gironi. Sosa scende in campo per la prima volta in una partita ufficiale UEFA l'8 ottobre 2019, nell'incontro vinto per 5-1 sulla Rep. Ceca, rilevando al 71' Aitana Bonmatí.
Vilda in seguito la convoca per l'edizione 2020 della SheBelieves Cup, inserita in rosa con la squadra al debutto nel torneo. In quell'occasione scende in campo nell'incontro dell'11 marzo vinto per 1-0 sull'Inghilterra, rilevando dall'inizio del secondo tempo la pari ruolo Marta Cardona, e condivide con le compagne la conquista del secondo posto.

## Palmarès

### Club
- Campionato spagnolo: 3

Atlético Madrid: 2016-2017, 2017-2018, 2018-2019
- Coppa della Regina: 1

Atlético Madrid: 2016